# Paulino Neves
Paulino Neves is een gemeente in de Braziliaanse deelstaat Maranhão. De gemeente telt 13.355 inwoners (schatting 2009).